# Andre Young (cestista)
Andre Jordan Young (Albany, 16 marzo 1990) è un ex cestista statunitense.

## Palmarès
- Coppa d'Olanda: 1

EiffelTowers: 2013